# 2276 Warck
A 2276 Warck (ideiglenes jelöléssel 1933 QA) a Naprendszer kisbolygóövében található aszteroida. Eugene Joseph Delporte fedezte fel 1933. augusztus 18-án.